# Ściborowicz
Ściborowicz (Stiborowicz, Sławutowski odmienny, Kacki II odmienny) – pomorski herb szlachecki znany z jedynej pieczęci. Herb ten stopniowo utożsamiał się z herbem Pierzcha, zaś kolejnym etapem tego procesu był herb Sławutowski.

## Opis herbu
Opis zgodnie z klasycznymi zasadami blazonowania.
W polu flądra w słup. Barwy i klejnot nieznany.

## Najwcześniejsze wzmianki
Herb ten nie jest znany polskim herbarzom. Pieczęć Jana z Kacka i Ścibora ze Sławutowa, przyłożona do dokumentu z 1440 roku, dotyczącego przystąpienia do Związku Pruskiego. Identyczny herb widniał na pieczęci Macieja Sławutowskiego znanej z szeregu odcisków z lat 1516-1558.

## Herbowni
Na wzmiankowanej wyżej pieczęci z 1440 roku legenda zawierała nazwisko Stiborowicz (Ściborowicz), zaś dysponent pieczęci XVI-wiecznej nosił nazwisko Sławutowski, zapisywane też jako a' Schlantow, Slautaw, Schlavtowski, von Schlaushau. Sławutowscy zapewne pochodzili od Ściborowiczów. Od tej rodziny pochodziła też rodzina o nazwiska Kacki (tj. potomkowie Jana z Kacka), która także mogła pieczętować się tym herbem.